# Immermannbund

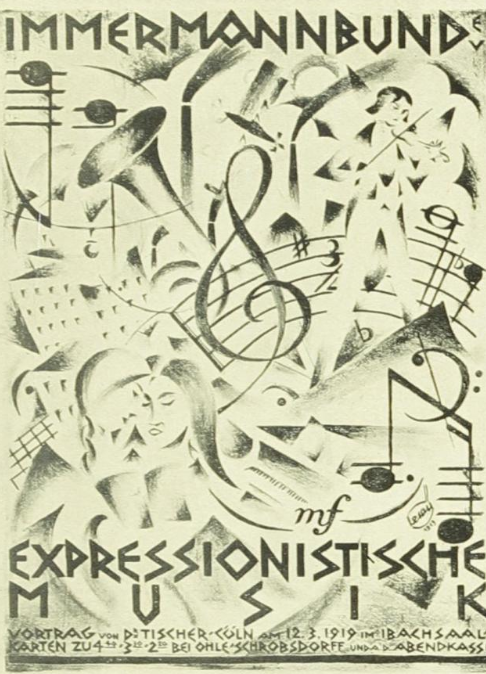
Immermannbund e. V.: Expressionistische Musik, Vortrag des Kölner Musikverlegers Gerhard Tischer (1877–1959), Veranstaltungsplakat von Fritz Lewy, 1919

Der Immermannbund, auch Immermann-Bund geschrieben, war eine im August/September 1918 gegründete kulturelle Vereinigung in Düsseldorf, die nach dem Schriftsteller und Theaterleiter Karl Immermann benannt war. Deren Interessen und Ziele waren literarisch geprägt, gingen jedoch darüber hinaus und bezogen sich etwa auch auf Musik, Bildende Kunst und Architektur. Die Vereinigung, zu deren Gründungsmitgliedern die Schriftsteller Kurt Kamlah und Adolf Uzarski sowie der Kunsthistoriker Walter Cohen gehörten, hatte vor allem durch Vortragsveranstaltungen bis 1926 einen großen Einfluss auf das kulturelle Leben in Düsseldorf. Besonders engagierte sich der Buchhändler Fritz Worm, in dessen Handlung an der Königsallee 54 die Geschäftsstelle des Vereins eingerichtet wurde.
Häufiger Veranstaltungsort war neben der Tonhalle das Ibach-Haus an der Schadowstraße. Schriftsteller, Musiker, Architekten und Wissenschaftler wie Thomas und Heinrich Mann, Paul Ernst, Adolf von Hatzfeld, Alfred Kerr, Else Lasker-Schüler, Wilhelm Schäfer, Lulu von Strauß und Torney, Stefan Zweig, Arnold Schönberg, Paul Hindemith, Walter Gropius, Hermann Muthesius, Bruno Taut, Ernst Robert Curtius, Carl Einstein, Georg von Eucken-Addenhausen, Hermann Graf Keyserling, Wilhelm Ostwald, Julius Bab, Georg Dehio, Hans Hildebrandt, Julius Meier-Graefe, Wilhelm Pinder, Paul Schubring, Fritz Wichert, Heinrich Wölfflin und Wilhelm Worringer traten zu Vorträgen auf.
Der Verein bestand bis zur Gleichschaltung im Jahr 1933 durch den NS-Staat. Nach dem Zweiten Weltkrieg wurde der Immermannbund in den Jahren 1945/1946 unter dem Vorsitz von Gottfried Hedler (1885–1965) wiederbelebt und wirkte dort bis in die 1960er Jahre.